# Clay Quartermain
Clay Quartermain è un personaggio dei fumetti pubblicati dalla Marvel Comics, era un agente dell'organizzazione spionistica S.H.I.E.L.D..

## Biografia

### Agente dello S.H.I.E.L.D.
Clay Quartermain collabora per la prima volta con il direttore esecutivo dello S.H.I.E.L.D., Nick Fury, durante una missione contro il criminale Artiglio Giallo, che si rivela essere in realtà una copia robot dell'originale. Affianca il suo capo anche contro il malvagio Centurius.

### Al fianco degli Hulkbusters
Successivamente, partecipa assieme ad altri agenti alla missione di salvataggio del maggiore Glenn Talbot, recluso in una base sovietica in Siberia, il prigioniero tuttavia li tradisce consegnandoli al mostruoso mutante Gremlin. Grazie alla sua intraprendenza, Quartermain riesce a tirare i suoi compagni fuori dai guai ed a fuggire, prima che un satellite controllato dallo S.H.I.E.L.D. rada al suolo la fortezza. In seguito, quando la Bi-Bestia prende controllo dell'Eliveivolo è tra gli agenti che contribuiscono alla sua sconfitta. Plagiato da Viper, assieme a tutto l'equipaggio dell'Eliveivolo, viene liberato dall'intervento di Fury, Uomo Ragno, Shang Chi e Vedova Nera. Dopo questa avventura, collabora con Hulk e Rick Jones, aiutandoli nella ricerca di un carico di bombe gamma sparito.

### Morte e resurrezione
Tornato in pianta stabile allo S.H.I.E.L.D., è apparentemente ucciso, insieme a molti altri agenti, da un LMD corrotto e sostituito con una sua copia. Resuscitato, viene plagiato da Hydra ed inviato ad uccidere Fury. Dopo essere rimasto coinvolto nel Programma Nemesis, è assegnato alla task force che si occupa di catturare mostri a piede libero. Il suo corpo verrà identificato dal collega Gabe Jones tra le macerie di una fabbrica distrutta da Rulk.

## Poteri e abilità
Quartermain è un'abile spia, esperto tiratore e molto portato per il combattimento corpo a corpo.